# はてなの茶碗
『はてなの茶碗』（はてなのちゃわん）は、上方落語の演目。東京では『茶金』（ちゃきん）の名で演じられる場合がある（『はてなの茶碗』でも演じられる）。
茶道具屋の主人が茶店で茶碗を眺めて「はてな」と口にし、それを見た別の男がその茶碗にはきっと値打ちがあるに違いないと買い取って茶道具屋に売ろうとする。茶道具屋が「はてな」と口にしたのは別の理由からだったが、珍しい茶碗として評判を呼び豪商に高く買い取られる顛末を描く。
原話は随筆とされるが、未詳。東京へは上方落語から移入されたとされる。上方では3代目桂米朝が復活させたとされるが、小佐田定雄は「（米朝が）ほとんど創作したと言っていい噺」と述べている。
東京の『茶金』は、4代目橘家圓喬の「十八番」だったと評される。

## あらすじ
京都、清水の音羽の滝のほとりで、大阪出身の油屋の男が茶屋で休憩していた。そこに京では有名な茶道具屋の金兵衛、通称「茶金」が、茶屋の茶碗のひとつをひねくり回しながら、しきりに「はてな?」と首をかしげた後、茶碗を置いて店を出た。それを見ていた油屋は、あの茶金が注目していたことからさぞかし値打ちのあるものに違いないと考え、茶屋の店主にその茶碗を買いたいと申し出る。同じことを考えていたため断る店主であったが、油屋は売ってくれなければ過失を装って割ってしまうと脅迫まがいの交渉を行い、最終的に二両で茶碗を手に入れる。
油屋はさっそく茶碗を緞子と桐箱に収めると茶金の店へ押しかけ、応対した番頭に千両の値打ちがあると言って茶碗を売り込むが、どう見てもただの数茶碗に番頭は買い取りを拒否する。しかし、自信がある油屋はごね、番頭と押し問答となり、最終的に金兵衛自ら出てくる。茶碗について聞かれた金兵衛は、ヒビも割れもないのに、どこからともなく水が漏れるので、「はてな?」と首をかしげていただけだと明かす。油を仕入れる金も残っていないと意気消沈する油屋であったが、通人でもある金兵衛は、油屋から三両で茶碗を買い取り、いつか親元へ帰って孝行できるよう、地道に励むように諭す。
後日、茶碗を実見した関白・鷹司公によって「清水の 音羽の滝の 音してや 茶碗もひびに もりの下露」という歌が詠まれる。この話が公家たちの間で評判となり、さらには時の帝も興味を持ち、この茶碗から滴った水は御裾を濡らした。茶碗には帝の筆による「はてな」の箱書きが加わり、金満家にして好事家の鴻池善右衛門が千両の保証金と引き換えに預かるという体裁で、金兵衛から茶碗を買い取る。思いがけない展開であったが、やはり通人である金兵衛はこれを自分だけのものとせず、油屋を探し出すと半分の五百両を渡し、残りを慈善の施しに使い、余った分で家中の者たちのための宴を開きたいと告げる。油屋は深く感謝し、金兵衛のもとを辞する。
すると後日、再び油屋が金兵衛の元に現れ、「十万八千両の金儲け」だという。理由がわからない金兵衛が問いただすと油屋はこう答えた。
「今度は水瓶の漏るやつを見付けて来ました」

## 口演の特徴
小佐田定雄は、帝・関白・鴻池善右衛門の台詞を「台詞とも地の文ともつかぬ言い方をするという口伝がある」と記し、例として帝の「はてな。おもしろき茶碗である……と筆をお取り上げになりますと」という描写を挙げている。人物の会話と地の文を並べて使う描写は、サゲ（落ち）の直前に油屋が音頭を取って水瓶を金兵衛の店に運び込む箇所にもある（油屋の台詞に続けて「と音頭とってんのはこの間の油屋」と話す）。松尾貴史は3代目桂米朝の口演を記録したCDを聴いてこの口調を暗記し、芸として演じたのを見た小佐田はそれを絶賛した。
また、金兵衛（茶金）は権威と品格を持つ人物として描かれており、自分の店先で油屋と番頭が口論になっているところに出てきて「店が騒がしい」という一言にそれに表されていると小佐田は評している。

## 舞台化
2023年、わかぎゑふの脚本・演出による舞台『上方落語～はてなの茶碗より～伊之吉の千両茶碗』が、5月に大阪・新歌舞伎座、6月に名古屋・御園座で上演された。
油屋の伊之吉を松平健、金兵衛を5代目桂米團治、金兵衛の息子を辰巳ゆうとが演じる。